# Powiat Giornico
Giornico (wł. Circolo di Giornico) – powiat w Szwajcarii, w kantonie Ticino, w okręgu Leventina. Siedziba administracyjna powiatu znajduje się w miejscowości Giornico. 
Powiat składa się z czterech gmin (comune) o powierzchni 70,83 km² i o liczbie mieszkańców 3 342.

## Gminy
| Nazwa gminy | Powierzchnia km² | Liczba mieszkańców 31 grudnia 2021 |
| ----------- | ---------------- | ---------------------------------- |
| Bodio       | 6,48             | 911                                |
| Giornico    | 19,52            | 792                                |
| Personico   | 38,87            | 325                                |
| Pollegio    | 5,96             | 841                                |